# Чистогорское сельское поселение
Чистогорское сельское поселение — упразднённое муниципальное образование в Новокузнецком районе Кемеровской области.
26 ноября 2013 года после вступления в силу областного закон от 7 марта 2013 года № 17-ОЗ в состав Терсинского сельского поселения с центром в посёлке Чистогорский включены упразднённые Сидоровское и Чистогорское сельские поселения. Администрация сформирована на базе Чистогорского сельского поселения
С 2023 года образует Чистогорское территориальное управление Новокузнецкого муниципального района

## Административное деление
В составе сельского поселения входили 2 населённых пункта: посёлок Чистогорский и деревня/село Славино.

## Экономика
- Чистогорский свиноводческий комплекс